# Mount Union (Pensilvania)
Mount Union es un borough ubicado en el condado de Huntingdon en el estado estadounidense de Pensilvania. En el año 2000 tenía una población de 2,504 habitantes y una densidad poblacional de 855 personas por km².

## Geografía
Mount Union se encuentra ubicado en las coordenadas 40°23′5″N 78°53′0″O / 40.38472, -78.88333.

## Demografía
Según la Oficina del Censo en 2000 los ingresos medios por hogar en la localidad eran de $21,048 y los ingresos medios por familia eran $30,582. Los hombres tenían unos ingresos medios de $28,464 frente a los $21,719 para las mujeres. La renta per cápita para la localidad era de $13,419. Alrededor del 28.6% de la población estaba por debajo del umbral de pobreza.